# جاك سويربي
جاك أنتوني تشارلز ويليام سويربي (بالإنجليزية: Jack Anthony Charles William Sowerby)‏ هو لاعب كرة قدم إنجليزي محترف، من مواليد 23 مارس 1995، يلعب كلاعب وسط لنادي نورثامبتون تاون.

## روابط خارجية
- جاك سويربي على موقع قاعدة بيانات كرة القدم.إي يو (الإنجليزية)
- جاك سويربي على موقع Soccerbase.com (لاعب) (الإنجليزية)